# Anšlavs Eglītis
Anšlavs Eglītis (ur. 14 października 1906 w Rydze, zm. 4 marca 1993 w Los Angeles) – łotewski pisarz.
Pochodził z literacko-artystycznej rodziny, był synem pisarza Viktorsa Eglītisa oraz nauczycielki i tłumaczki Mariji Stalbowej-Eglīte. Zadebiutował w latach 30. XX wieku, książki jego autorstwa zawierały również wykonany przez niego ilustracje i elementy graficzne.  
W 1944 roku wyjechał z Łotwy do Niemiec, a w 1950 do Stanów Zjednoczonych, gdzie został krytykiem filmowym. Jest autorem ok. 50 książek - opowiadań, noweli, powieści, a także wierszy i sztuk teatralnych. 

## Wybrana twórczość

### Nowele i opowiadania
- Maestro (1936)
- Uguns pilsēta (1946)
- Kazanovas metelis (1946)
- Sīkstā dzīvība (1950)
- Pēdējais mohikāns (1969)
- Pasmaidot (1970)
- Kas izpostīja latvisko stūrīti (1977)
- Mana banka (1982)

### Powieści
- Līgavu mednieki (1940)
- Homo Novus (1946)
- Čingishana gals (1948)
- G̦īmetne (1949)
- Adžurdžonga (1950)
- Laimīgie (1952)
- Cilvēks no mēness (1954)
- Es nebiju varonis (1955)
- Misters sorrijs (1956)
- Omartija kundze (1958)
- Ilze (1959)
- Malahīta dievs (1961)
- Vai te var dabūt alu (1961)
- Bezkaunīgie veči (1968)
- Es nepievienojos (1971)
- Piecas dienas (1976)